# کلیسای سنت فرانسیس، کیتو
کلیسای سنت فرانسیس (به اسپانیایی: Iglesia de San Francisco) یک کلیسای کاتولیک واقع در شهر کیتو، اکوادور می‌باشد.
ساخت و ساز این ساختمان در سال ۱۵۳۴ شروع و در سال ۱۶۰۴ به پایان رسیده است.

## نگارخانه

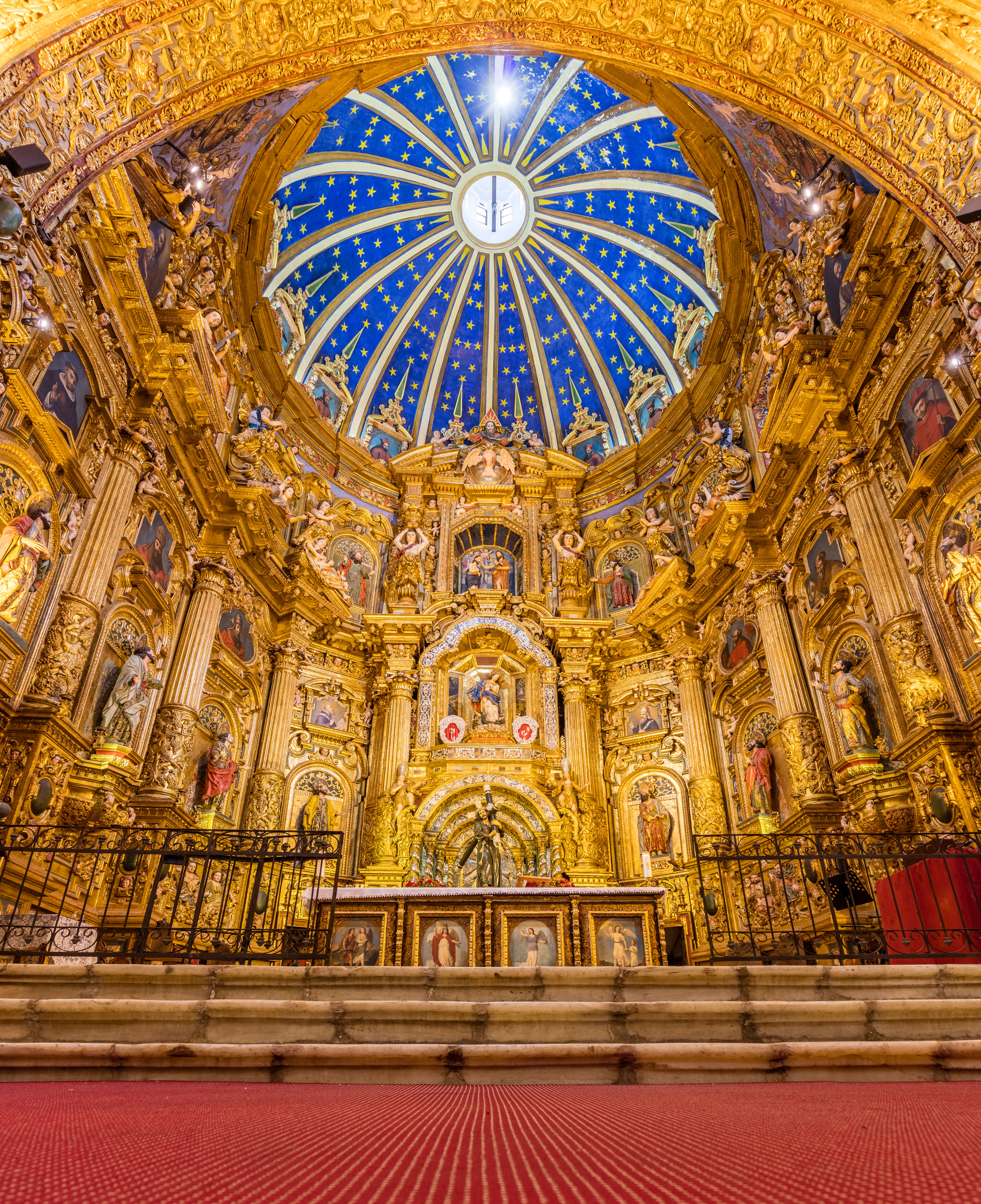
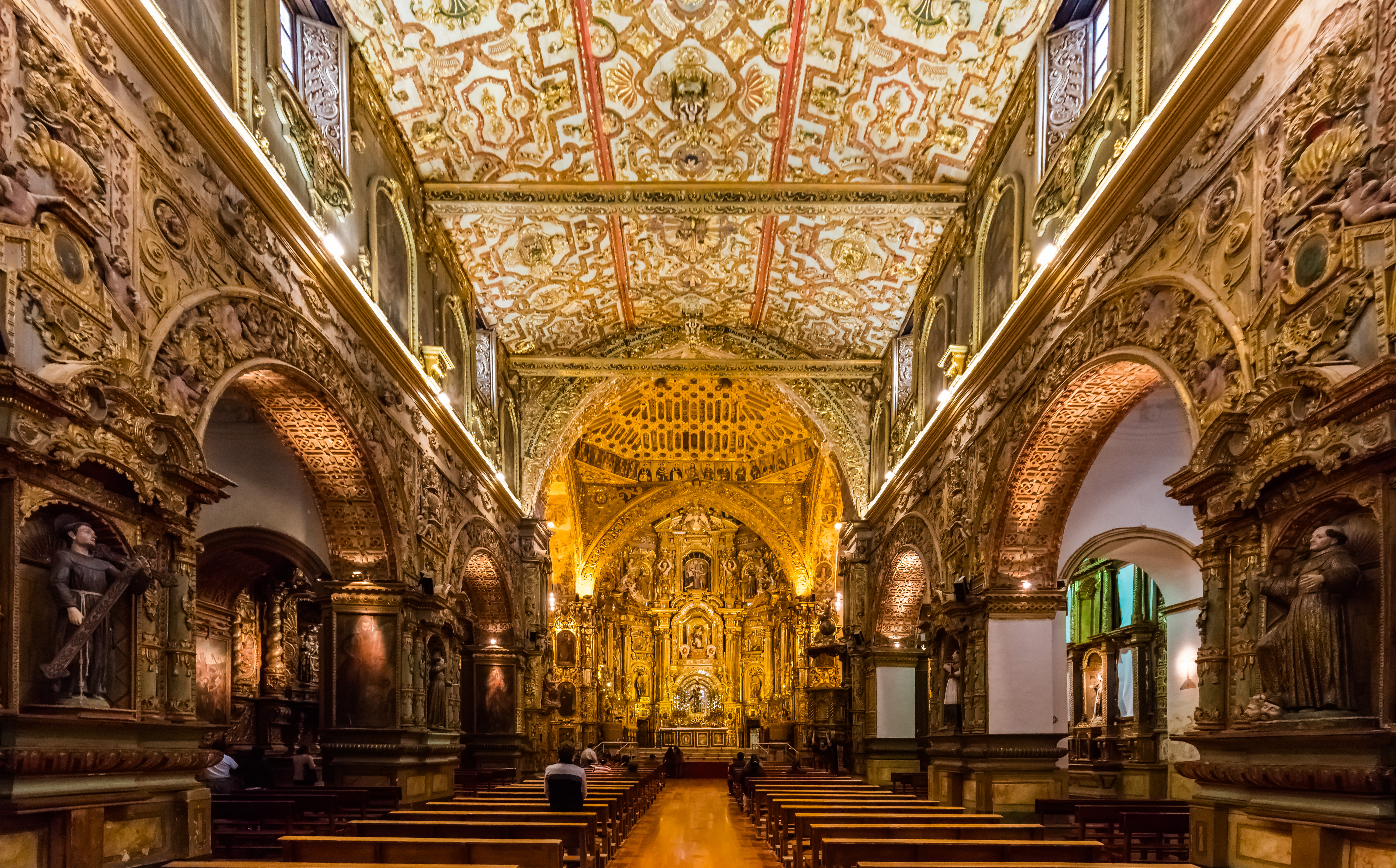
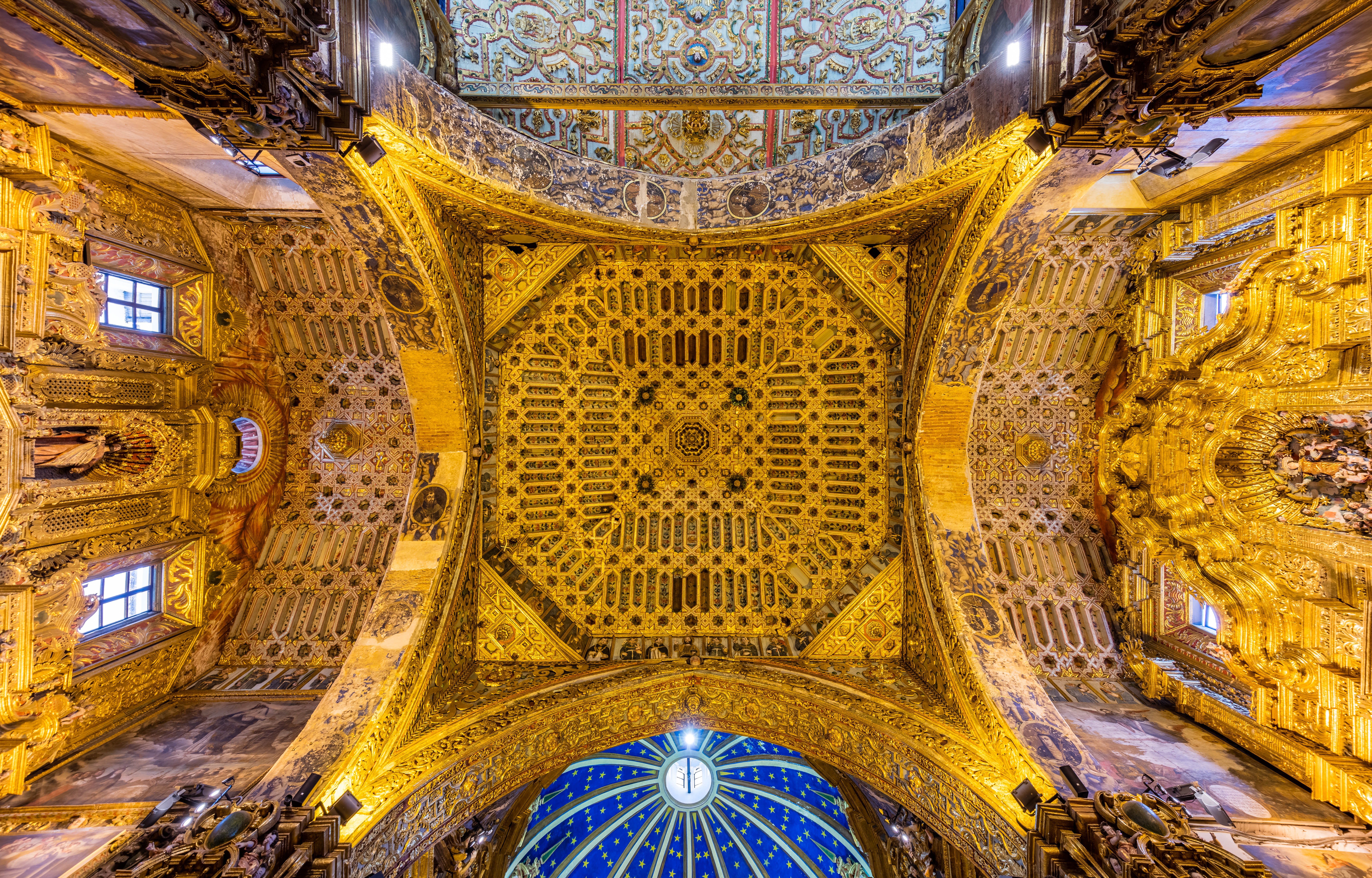
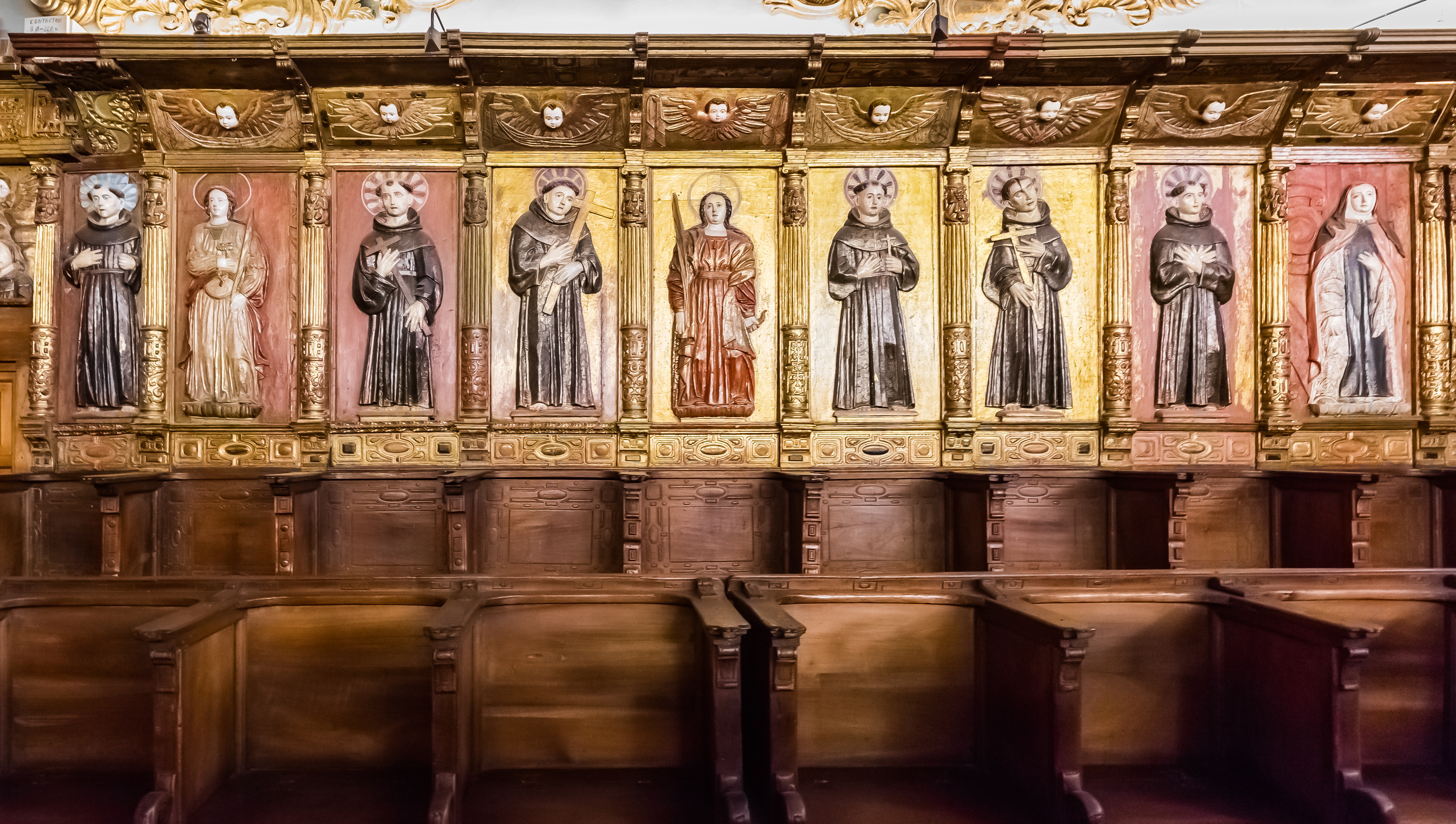
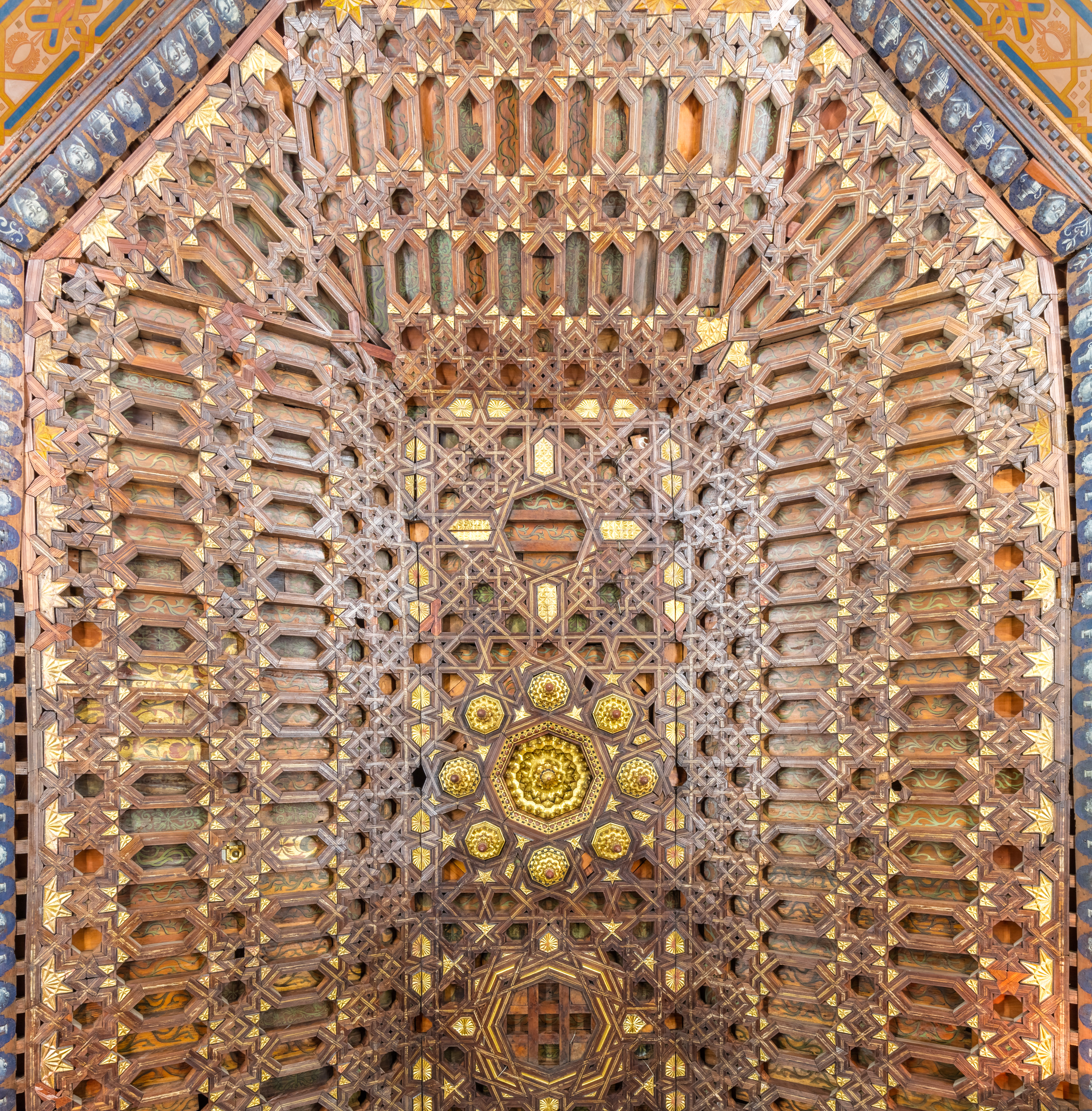
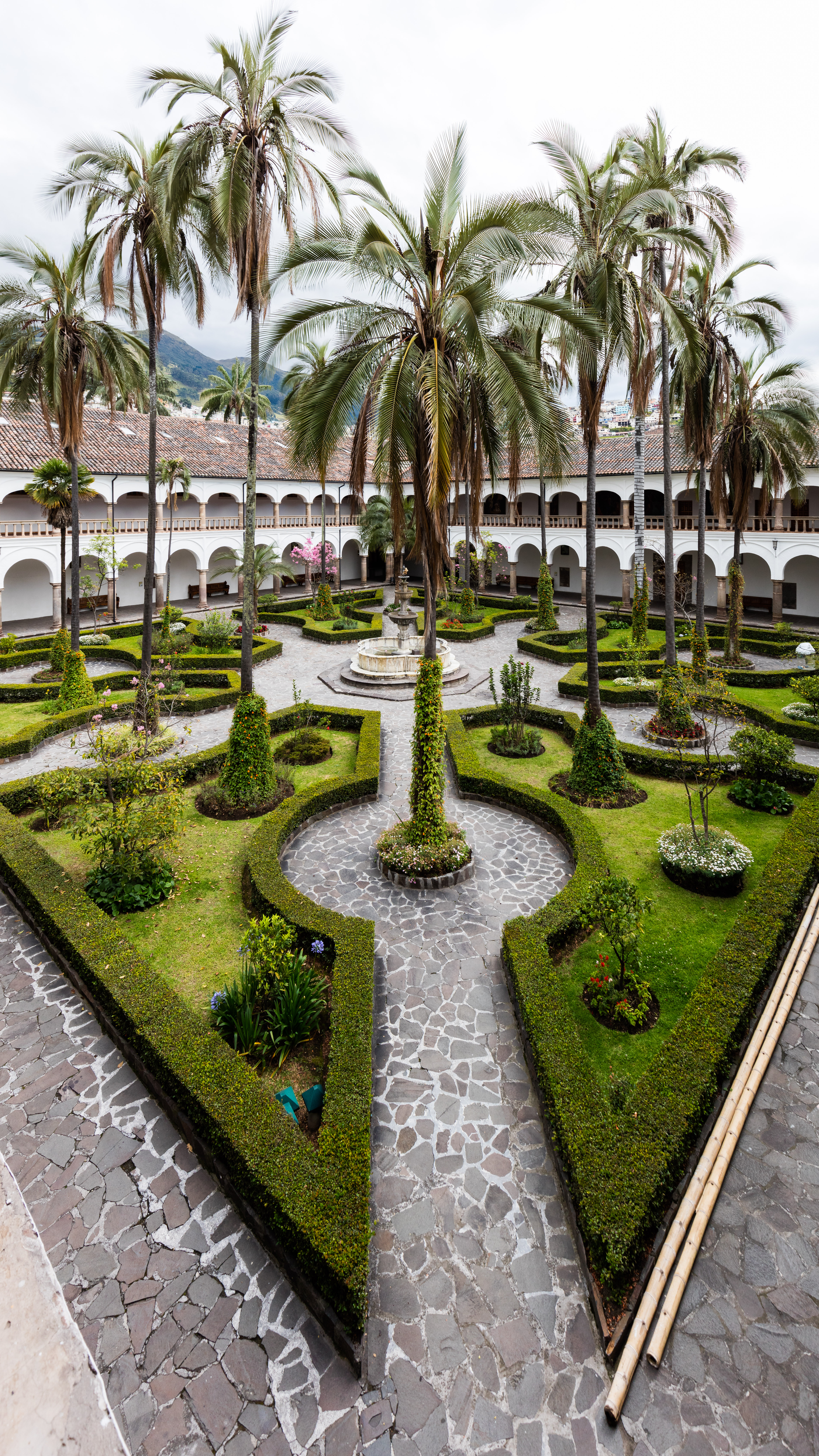
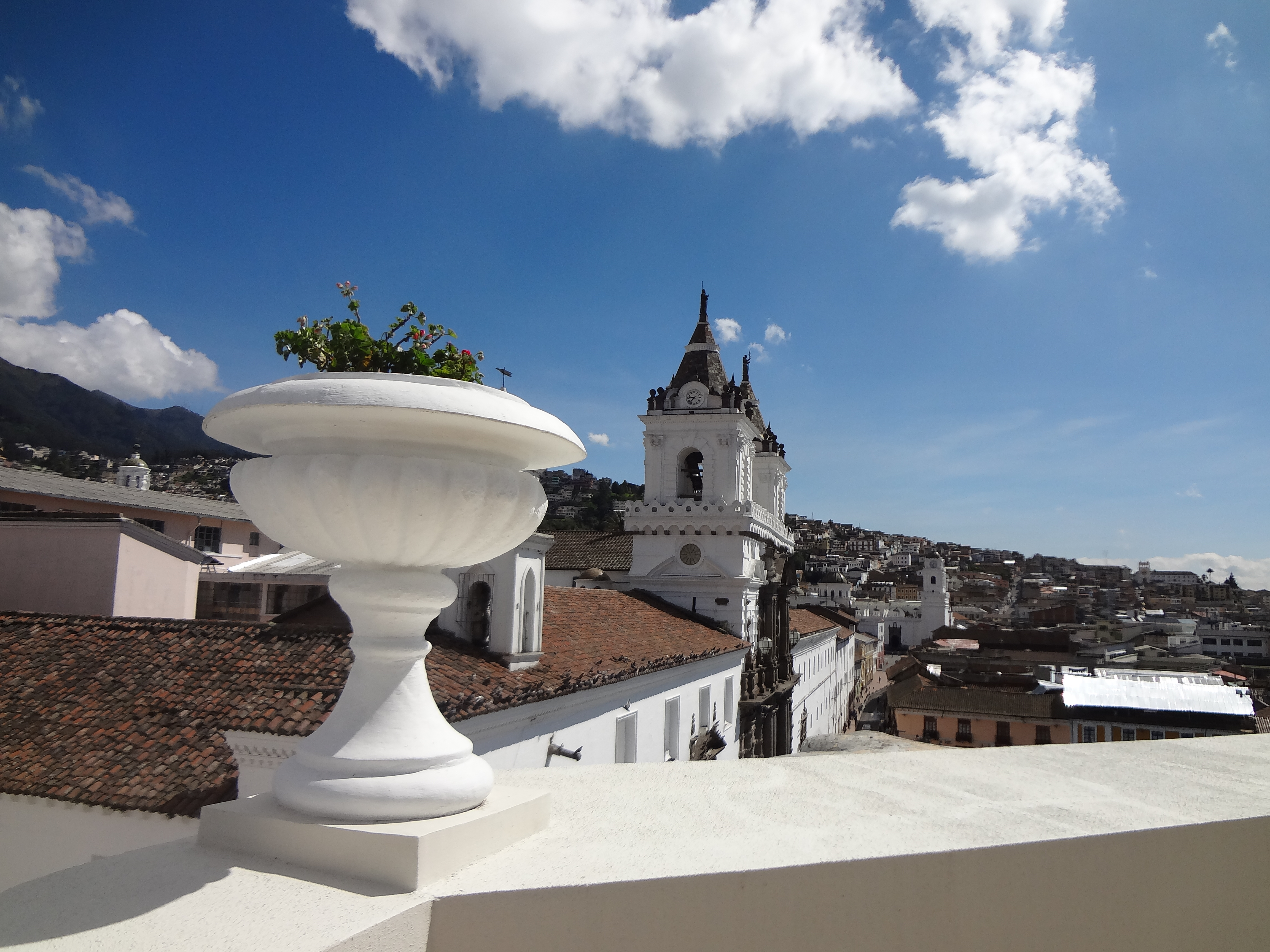

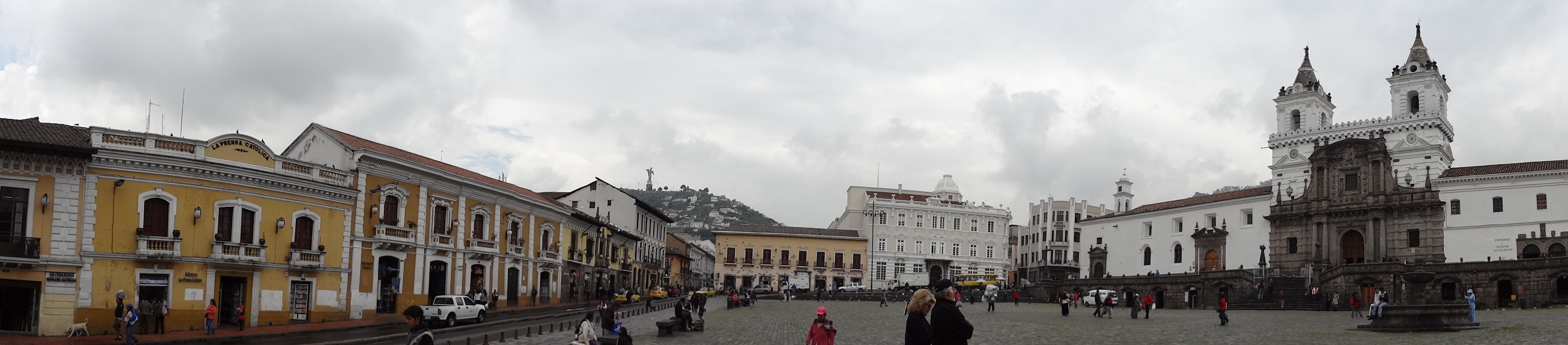
پلازا سانفرانسیسکو (کلیسا و صومعه سنت فرانسیس) در کیتو